# Adrián Vicente Yunta
Adrián Vicente Yunta (Madrid, 11 de junio de 1999) es un deportista español que compite en taekwondo.
Ganó una medalla de bronce en el Campeonato Mundial de Taekwondo de 2023 y cuatro medallas en el Campeonato Europeo de Taekwondo entre los años 2018 y 2024. En los Juegos Europeos de Cracovia 2023 consiguió una medalla de oro en la categoría de –58 kg.
Participó en dos Juegos Olímpicos de Verano, ocupando el noveno lugar en Tokio 2020 y el quinto en París 2024, en la categoría de –58 kg.
Estudió Educación Física en el INEF de la Universidad Politécnica de Madrid y el grado de Educación Primaria en la Universidad Católica San Antonio de Murcia.

## Palmarés internacional
| Campeonato Mundial | Campeonato Mundial       | Campeonato Mundial | Campeonato Mundial |
| Año                | Lugar                    | Medalla            | Categoría          |
| ------------------ | ------------------------ | ------------------ | ------------------ |
| 2023               | Bakú (Azerbaiyán)        | Medalla de bronce  | –58 kg             |
| Juegos Europeos    |                          |                    |                    |
| Año                | Lugar                    | Medalla            | Categoría          |
| 2023               | Krynica-Zdrój (Polonia)  | Medalla de oro     | –58 kg             |
| Campeonato Europeo |                          |                    |                    |
| Año                | Lugar                    | Medalla            | Categoría          |
| 2018               | Kazán (Rusia)            | Medalla de oro     | –54 kg             |
| 2021               | Sofía (Bulgaria)         | Medalla de plata   | –58 kg             |
| 2022               | Mánchester (Reino Unido) | Medalla de bronce  | –58 kg             |
| 2024               | Belgrado (Serbia)        | Medalla de bronce  | –58 kg             |